# Spermacoce macrantha
Spermacoce macrantha är en måreväxtart som beskrevs av Caspar Georg Carl Reinwardt och Pieter Willem Korthals. Spermacoce macrantha ingår i släktet Spermacoce och familjen måreväxter.
Artens utbredningsområde är Moluckerna. Inga underarter finns listade i Catalogue of Life.